# Bill Quackenbush
Hubert George „Bill“ Quackenbush (* 2. März 1922 in Toronto, Ontario; † 12. September 1999 in Newtown, Pennsylvania) war ein professioneller kanadischer Eishockeyspieler (Verteidiger) und -trainer, der von 1942 bis 1956 für die Detroit Red Wings und die Boston Bruins in der National Hockey League spielte.

## Karriere
Als Junior bei den Toronto Native Sons konnte er mit 13 Punkten in ebenso vielen Spielen die Aufmerksamkeit einiger Scouts auf sich richten. Mit den Brantford Juniors spielte er in der folgenden Saison und sein Trainer dort, Tommy Ivan, sollte ihm auch zu den Detroit Red Wings folgen.
Sein Debüt in der NHL gab er in der Saison 1942/43, doch eine Verletzung am Fuß warf ihn zurück. Nach seiner Genesung spielte er noch das Ende der Saison bei den Indianapolis Capitals in der AHL. In der kommenden Saison setzte er sich in der NHL durch und war dort nicht nur wegen seiner offensiven Qualitäten, sondern vor allem auch als Ankerpunkt in der Defensive einer der überragenden Verteidiger der Liga. Auch seine Fairness, und die damit verbundenen, wenigen Strafminuten zeichneten ihn aus.
Ende der 40er Jahre spielte er bei den Red Wings gemeinsam mit Red Kelly in einer Reihe. Er wurde mehrfach ins NHL All-Star Team gewählt und konnte als erster Verteidiger die Lady Byng Memorial Trophy gewinnen.
Vor Beginn der Saison 1949/50 wechselte er zu den Boston Bruins. Hier konnte er, vor allem durch seine offensiven Vorstöße, die man in Boston seit Eddie Shore nicht mehr gesehen hatte, die Fans für sich gewinnen. In der Saison 1950/51 spielte er dort gemeinsam mit seinem jüngeren Bruder Max. Nach dem Ausfall einiger Verteidiger war Bill der letzte verbliebene erfahrene Verteidiger und spielte meist 55 Minuten pro Spiel. 1956 beendete er seine aktive Karriere. 
Anfang der 1970er Jahre trainierte er das Team der Princeton University.
1976 wurde er mit der Aufnahme in die Hockey Hall of Fame geehrt.

## Auszeichnungen
- 1948, 1949 und 1951: NHL First All-Star Team
- 1947 und 1953: NHL Second All-Star Team
- 1949: Lady Byng Memorial Trophy